# Upplands runinskrifter ATA423-4018-1999
Upplands runinskrifter ATA423-4018-1999 är ett vikingatida runstensfragment av röd sandsten i Valnäs, Österlövsta socken och Tierps kommun. Fragmentet kan utgöra en del av U 1137 med vilket det visar stora likheter. Runfragmentet är triangelformat och är 25 gånger 28 gånger 40 centimeter stort. Det påträffades vid vårbruk på en åker. Fragmentet förvaras på Österlövsta hembygdsgård.

## Inskriften
Translitterering av runraden:
...---ʀ austr ...
Normalisering till runsvenska:
... austr ...
Översättning till nusvenska:
... öster ...